# Myrmica divergens
Myrmica divergens  (лат.) — вид мелких муравьёв рода Myrmica (подсемейство мирмицины).

## Распространение
Россия, Восточная и Южная Сибирь (на запад до Алтая) и Монголия.

## Описание
Мелкие красновато-коричневые муравьи длиной около 5 мм с длинными шипиками заднегруди (голова и брюшко рабочих и самок до буровато-чёрного; самцы полностью от черновато-кориневого до чёрного цвета). Усики 12-члениковые (у самцов 13-члениковые). Скапус усиков рабочих резко изогнут в основании, слегка угловат, но без лопасти или зубца. Скапус усиков самцов короткий (SI < 0,43). Стебелёк между грудкой и брюшком состоит из двух члеников: петиолюса и постпетиолюса (последний четко отделен от брюшка), жало развито, куколки голые (без кокона). Брюшко гладкое и блестящее. Длина головы рабочих от 0,96 мм до 1,20 мм. Длина груди рабочих от 1,37 до 1,75 мм (у самок и самцов до 2 мм). Муравейники располагаются под землёй, в моховых кочках, на торфяниках; в Монголии в сухих степях. Семьи полигинные, включают несколько маток. Брачный лёт самок и самцов происходит с июля по август.

## Систематика
Близок к видам двух видовых групп: Myrmica scabrinodis-group (короткий скапус самцов) или Myrmica lobicornis-group (молекулярные и зоогеографические данные). Вид был впервые описан в 1931 году украинским мирмекологом В. А. Караваевым (Зоологический музей ВУАН, Киев) в качестве вариетета вида Myrmica bergi под первоначальным названием Myrmica bergi var. divergens Karavaiev, 1931. В дальнейшем статус менялся: подвид (1969), синоним (1994), отельный вид (2002).